# Abígajil

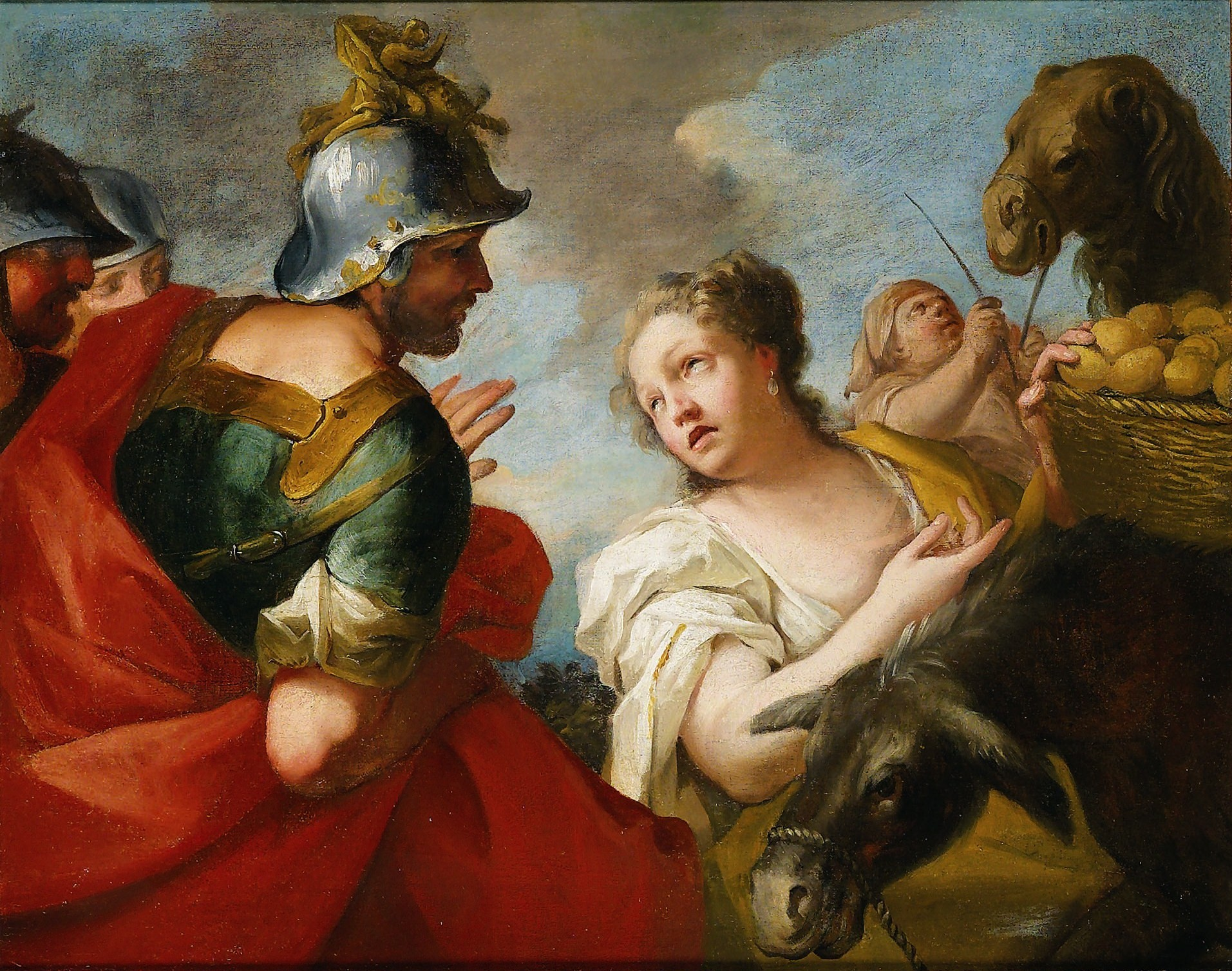
David a Abígajil – Antonio Molinari

Abígajil (hebrejsky אֲבִיגַיִל, Avigajil‎), přepisováno též jako Abigail či Abígal, je jméno několika biblických postav. Jméno je vykládáno jako „Otec se zaradoval“, „Otec můj (je) radost“ či „Původce radosti“.

## Manželka krále Davida
Z Bible nejznámější ženou tohoto jména je jedna z manželek izraelského krále Davida, jež mu porodila druhorozeného syna Kileaba, který byl též znám pod jménem Daníjel. David si však Abígajil vzal až poté, co ovdověla.
Abígajil totiž byla původně manželkou lakomého a namyšleného boháče Nábala, který měl velké hospodářství na Karmelu. V té době David ještě nebyl králem, ale v ústraní tehdy vládnoucího krále Saula velel ozbrojené skupině mužů, jež poskytovala ochranu izraelskému obyvatelstvu, které žilo a hospodařilo v hraničních oblastech izraelského království. Takové ochrany se dostávalo i Nábalovým služebníkům. Když však David při příležitosti stříže ovcí poslal k Nábalovi některé ze svých mužů, aby ho požádali o nějaké jídlo, Nábal se na ně osopil a zurážel Davidovu osobu. Nato se jej David chystal ztrestat mečem, ale Nábalova manželka se o tom včas doslechla a bez vědomí svého manžela se svými služebníky nachystala jídlo a vyšla Davidovi naproti, aby se pokusila zabránit krveprolití. To se Abígajil i podařilo, ale v momentě, kdy svému muži řekla, co učinila, ranila ho mrtvice[nepřesný odkaz]. Když se David doslechl, že Abígajil ovdověla, požádal ji o ruku a ona souhlasila. Tímto sňatkem si David zajistil nové společenské postavení a bohatství. Prestiž však v tomto případě nespočívala jen v hmotném bohatství, ale i v tom, že Abígajil byla považována nejen za majetnou, ale také mimořádně moudrou a krásnou ženu. Talmud ji totiž řadí nejen mezi prorokyně, ale i mezi čtyři nejkrásnější ženy, které kdy žily – kromě ní k nim patřila Sára, Rachab a Ester.
S Davidovou manželkou Abígajil se pojí ještě jeden příběh, který se odehrál ve městě Siklag, kde byla společně s dalšími Izraelci zajata nepřátelskými Amálekovci a David ji společně s dalšími zajatci vysvobodil z jejich rukou.